# はらあい
はら あい（1989年9月15日 - ）は、声優・ナレーター・プロレスリングアナウンサー。 岡山県倉敷市出身。

## 略歴
高校時代にアナウンスコンクールの全国大会「アクセントナレーションコンテスト」で入賞。香川大学卒業後に上京し、東芝やNTT docomo等の各種イベントのナレーター、アナウンサーとして活動。2013年からは時空戦士イバライガーショーでレギュラーMCを務めた。
イバライガーがプロレス団体とコラボした事でプロレスに興味をもち、偶然立ち寄ったテキーラ沙弥の経営するバーでアイスリボンのリングアナウンサーオーディションを知り応募。
道場マッチ2大会をプロテストとして、全試合の試合コールと音響を務め上げ
、2016年10月8日に行われた岩見沢・イベントホール赤レンガ大会で正式にリングアナデビュー。同時期にリングアナの山口ルツコが事務所契約の関係で退任することになったため、入れ替わる形となった。以降は千春と二人で試合コールを担当する。
12月10日、アイスリボン道場で行われた大畠美咲デビュー10周年記念マッチで大畠のコスチュームを着てアナウンス（試合終了後にコートを脱いで明かされた）。
12月27日配信のニコ生（11月23日横浜ラジアントホール大会）でニコニコプロレスチャンネルに初登場。その後、紫雷美央の産休に伴い、ニコプロMCを引き継ぐ。
2022年12日31日をもってアイスリボンとの契約終了。以降もビッグマッチなどで、アイスリボンには参加している。

## 人物
ナレーター出身のため、滑舌が流暢。話し声はアニメ声だが、リングアナウンスでは意識的に低音を響かせている。なお、自分のことを話すとなると喋りがたどたどしくなる。
ニコプロMCの前任者・紫雷美央いわく「無茶振りにも誠実に応えようとしてくれる誠実な人」。
コーヒーが大好きで、アカウントにも入れている。
激辛物や食用昆虫も平気で食す事ができる。アイスリボンの佐藤肇社長曰く「あいは味覚が無い」とのこと。

### 受賞歴
- 全国放送教育研究会連盟・NHK（日本放送協会）主催・第21回NHK杯全国中学校放送コンテスト朗読部門：全国入賞
- アクセント主催・ナレーションコンテスト：入賞

### 出演
ナレーション
- 日テレプラス『アイスリボンの妄想バトル大作戦』
- CASIO『電子辞書EX-word』
- 朝日新聞『WORKO!フェス2018』
- 京成バラ園
- Voicy毎日新聞ニュース（火曜日担当）
- ニコニコプロレスチャンネル『鬼のはらあいのゲスTV』（試合中継、不定期）

他、企業用ナレーション多数